# Glaciar Artesonraju
El glaciar Artesonraju es un glaciar del Perú situado en la cordillera Blanca, una cadena montañosa que forma parte del conjunto de la cordillera Occidental de los Andes peruanos. Se localiza en el sector occidental de la provincia de Huaylas, perteneciente al departamento de Ancash. Constituye uno de los principales glaciares del Parque nacional Huascarán declarado Patrimonio natural de la Humanidad en 1985. El glaciar ocupa una superficie de 5,7 km² y tiene una longitud de aproximadamente 3,5 km, con una anchura máxima de 4,8 km.
Como la gran mayoría de los glaciares andinos, se formó en la última glaciación; las más frías condiciones climáticas reinantes favorecieron la acumulación de nieve y su posterior compactación se transformó en hielo. De acuerdo a sus características el glaciar es clasificado como un glaciar de valle, de cuenca simple pues drena hacia un solo cauce.
Los orígenes del glaciar Artesonraju se sitúa en un circo glaciar dominado por la cimas de los nevados Parón (5.600 m), Pirámide (5.885 m) y Artesonraju (6.025 m), el punto de alimentación más alto del glaciar. El curso superior del glaciar es muy agrietado lo que indica un  flujo continuo de alimentación, mientras que la parte inferior del glaciar es plana. 
La lengua del glaciar desciende hasta una altitud de 4.685 m s. n. m., y actualmente aparece en contacto con la laguna Artesoncocha Alta, que alimenta con sus aguas a la laguna Artesoncocha y, a través de esta, desagua en la laguna Parón, que vierte su caudal a través del río Santa al océano Pacífico.
Los últimos estudios y mediciones realizados muestran evidentes señales de una reciente regresión, marcada en la faja de detritos y rocas desnudas antepuestas a su lengua terminal. Los pequeños charcos alrededor de su lengua glaciar, son también prueba de la disminución, ya que ocupan depresiones abandonadas por el glaciar en retroceso.